# Aphelinus wenshanus
Aphelinus wenshanus är en stekelart som beskrevs av Yang och Chen 1995. Aphelinus wenshanus ingår i släktet Aphelinus och familjen växtlussteklar. Inga underarter finns listade i Catalogue of Life.